# Notte prima degli esami
Série
Notte prima degli esami: Oggi
(2007)
Pour plus de détails, voir Fiche technique et Distribution.
Notte prima degli esami est un film italien réalisé par Fausto Brizzi, sorti en 2006.

## Fiche technique
- Titre : Notte prima degli esami
- Réalisation : Fausto Brizzi
- Scénario : Fausto Brizzi et Marco Martani
- Photographie : Marcello Montarsi
- Musique : Bruno Zambrini
- Pays d'origine : Italie
- Genre : comédie
- Date de sortie : 2006

## Distribution
- Giorgio Faletti : Prof. Martinelli
- Cristiana Capotondi : Claudia
- Nicolas Vaporidis : Luca
- Sarah Maestri : Alice
- Chiara Mastalli : Simona
- Andrea De Rosa : Massi
- Eros Galbiati : Riccardo
- Anita Zagaria : Maman de Massi
- Eleonora Ceci : Loredana Natali
- Eleonora Brigliadori : La mère de Simona et Loredana